# Bataille de Perryville (1863)
Guerre de Sécession
Batailles
- Round Mountain
- Chusto-Talasah
- Chustenahlah
- Cabin Creek
- Honey Springs
- Perryville
- Devil's Backbone
- Middle Boggy Depot

La bataille de Perryville est une bataille de la guerre de Sécession, le 23 août 1863 dans ce qui est maintenant le comté de Pittsburg, Oklahoma.

## Contexte
Perryville est une ville importante dans le territoire Indien de la nation Choctaw, à mi-chemin entre Skullyville et Boggy Depot au milieu du XIXe siècle. Elle est créée comme un poste de commerce par James Perry, membre d'une famille Choctaw, vers 1838 et est située à la croisée de la route du Texas Road et de la route de Californie. Le site se trouve à environ 4,8 km au sud de McAlester, Oklahoma sur l'autoroute U. S. 69. Un bureau de poste est créé le 24 février 1841. Elle est connue comme le site de l'Institut Colbert, l'école méthodiste pour les Chickasaws, et la bataille de Perryville. Perryville est un lieu d'étape à partir d'environ 1852 jusqu'à ce que le chemin de fer du Missouri, du Kansas et du Texas (Katy) construise une ligne à travers la région en 1872. La communauté est brûlée après la bataille et aucune structure n'a survécu. Les soldats de l'armée confédérée en retraite déversent une quantité de sel dans la communauté pour s'assurer que l'avancée des forces de l'Union ne puissent pas utiliser le site.

## Escarmouche
Après avoir remporté la rencontre au Honey Springs, le major général James G. Blunt apprend des rapports de reconnaissance que le colonel Cooper et ses forces confédérées se sont retirés du dépôt d'approvisionnement confédéré à Perryville. Blunt, alors à fort Gibson, rassemble une force et les mène à Perryville. En y arrivant le 23 août 1863, il constate que les commandants confédérés, Cooper et Watie, sont déjà partis pour Boggy Depot. Seule une arrière-garde, commandée par le brigadier-général William Steele, reste à Perryville. Steele poste une ligne de piquets qui comprend deux obusiers pour bloquer la route qui conduit vers le côté nord de Perryville. Toutefois, les troupes de l'Union se déploient sur les deux côtés de la route et ouvrent le feu avec leur propre artillerie. Les forces de l'Union dispersent rapidement les confédérés. Blunt obtient tout le ravitaillement qu'il peut utiliser et brûle le reste, avec la ville . Au lieu de suivre les confédérés se retraitant vers le sud-ouest vers Boggy Depot, Blunt poursuit en attaquant le fort Smith, qu'il capture le 1er septembre 1863.

## Conséquences
Perryville est au moins partiellement reconstruite après la fin de la guerre de Sécession, même si elle ne retrouve pas son ancienne importance ou sa population. Elle survit en tant que communauté jusqu'à environ 1872, lorsque la ligne de chemin de fer Katy atteint la ville Choctaw de Bucklucksy et construit une station de chemin de fer nommé McAlester. Les entreprises qui étaient à Perryville se déplacent dans la région de la station. Ceci marque la fin de Perryville. Le site est maintenant l'emplacement de Chambers, dans l'Oklahoma,,.